# Grannen-Klappertopf
Der Grannen-Klappertopf (Rhinanthus glacialis), auch Begrannter Klappertopf genannt, ist eine Pflanzenart aus der Gattung Klappertöpfe (Rhinanthus) innerhalb der Familie der Sommerwurzgewächse (Orobanchaceae). Sie gedeiht in europäischen Gebirgen.

## Beschreibung

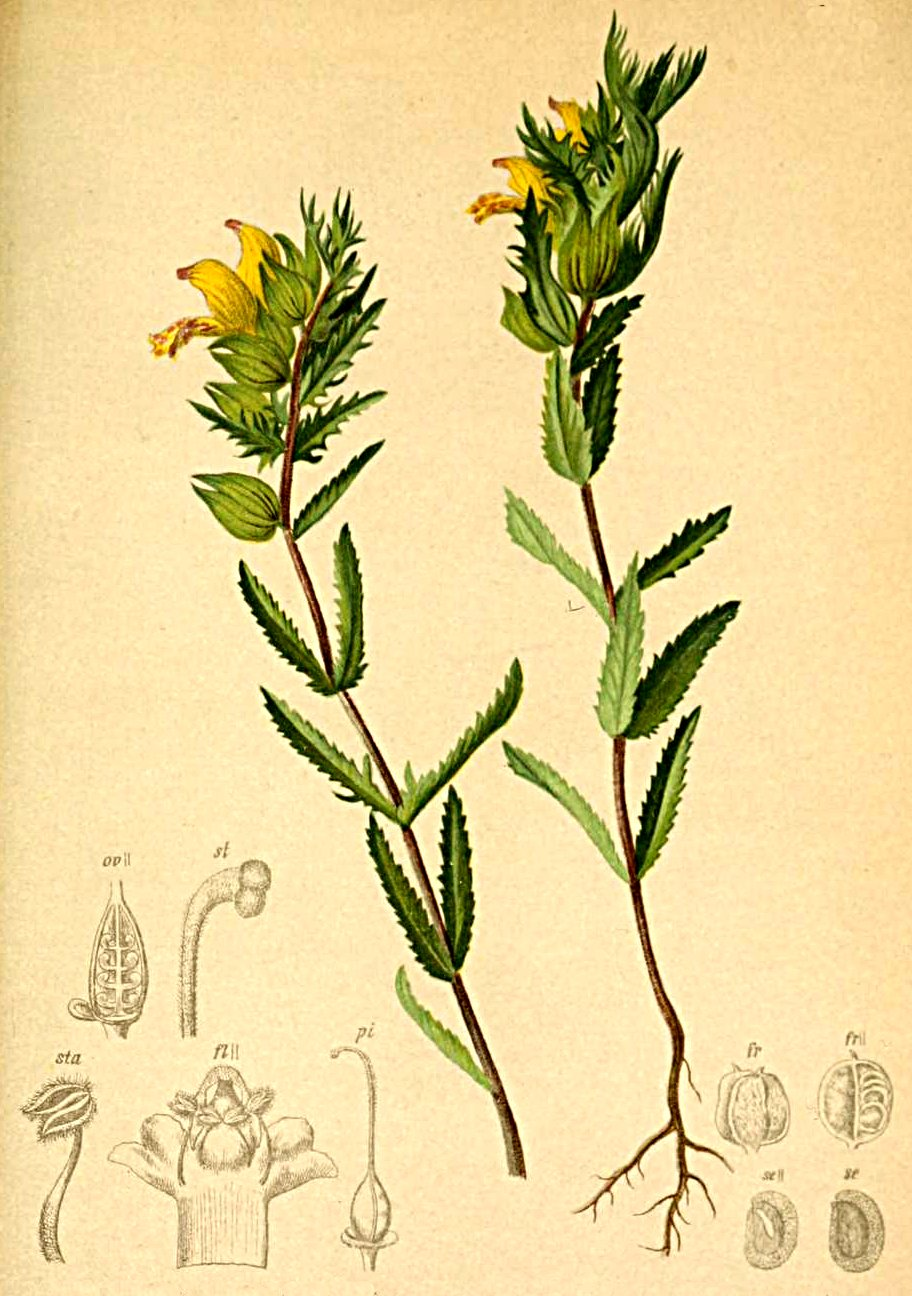
Illustration aus Atlas der Alpenflora, 1882

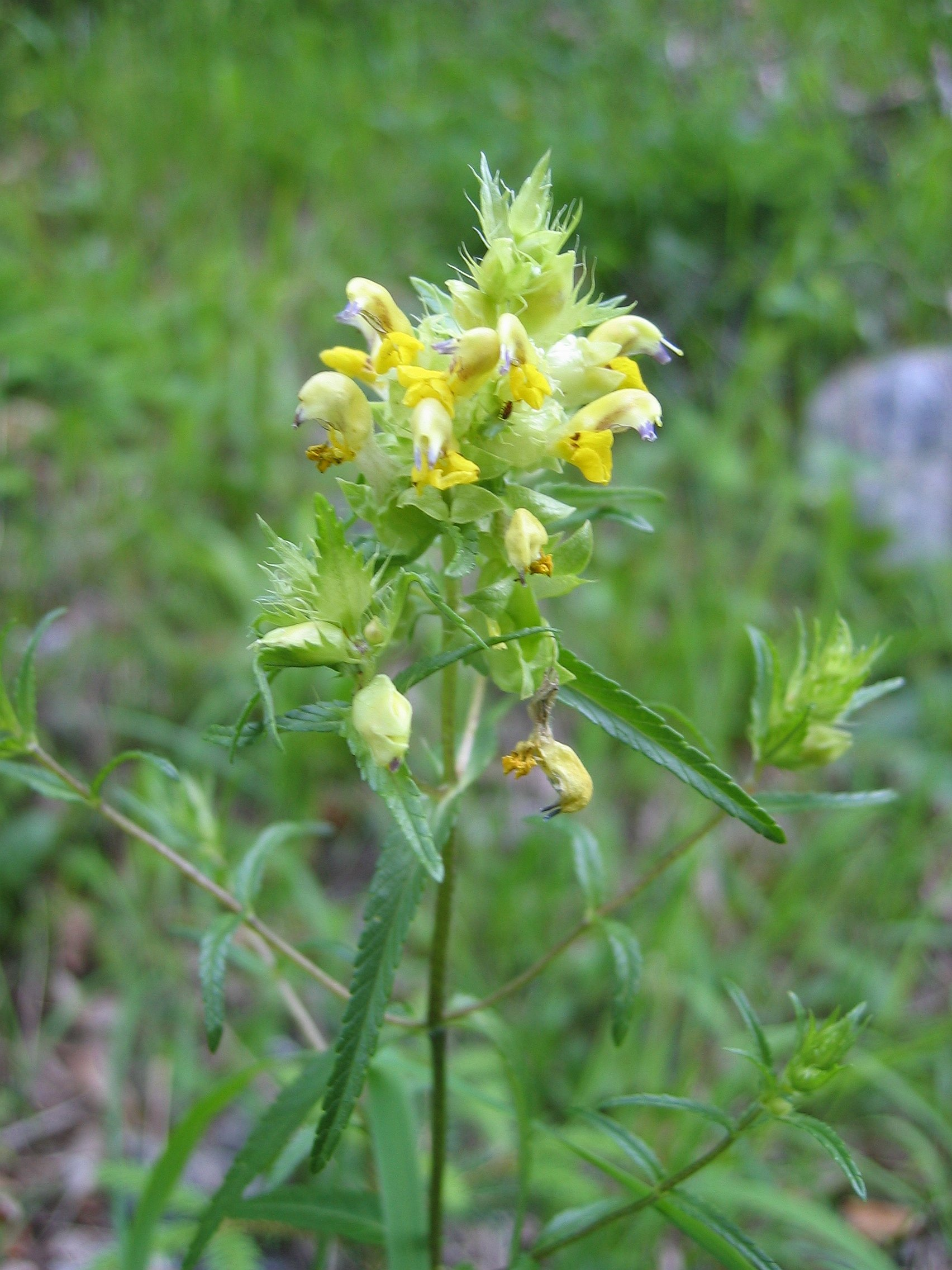
Blütenstände

### Vegetative Merkmale
Der Grannen-Klappertopf wächst als einjährige krautige Pflanze und erreicht Wuchshöhen von 10 bis 50 Zentimetern.
Die gegenständigen Stängel verteilt angeordneten Laubblätter sind ungestielt. Die einfache Blattspreite ist bei einer Länge von bis zu 4 Zentimetern lanzettlich mit gekerbten bis gesägten Blattrand.

### Generative Merkmale
Die Blütezeit reicht vorwiegend von Juni bis September. Es werden seiten- und endständige kurze traubige Blütenstände gebildet. Die kahlen Tragblätter besitzen grannenartig, zugespitzte Zähne, von denen die unteren  4 bis 8 Millimeter lang sind und 1 bis 5 Millimeter lange Grannen (daher der Trivialname) aufweisen.
Die zwittrigen Blüten sind zygomorph mit doppelter Blütenhülle. Der meist kahle Kelch ist höchstens am Rand borstig bewimpert. Die gelbe Krone ist 15 bis 25 Millimeter lang und zweilippig. Die Kronröhre stark aufwärts gebogen. Der Kronschlund ist offen. Die Oberlippe ist helmförmig aufgewölbt mit zwei 1 bis 2 Millimeter langen, bläulichen Zähnen. Die abstehende Unterlippe ist dreizipfelig.
Der haltbare, bauchige Kelch umschließt die Kapselfrucht.
Die Chromosomenzahl beträgt 2n = 14.

## Ökologie
Grannen-Klappertopf handelt es sich um einen mesomorphen Therophyten und Halbparasiten.

## Vorkommen
Der Grannen-Klappertopf ist in Europa in den Alpen und den Mittelgebirgen verbreitet.
Als Standort werden sonnige, trockene Lagen bevorzugt. Er gedeiht auf Magerrasen, etwa Bürstlingsrasen, Felsschuttfluren und Schneeheide-Föhrenwälder. Der Grannen-Klappertopf gilt als pH-indifferent.

## Systematik
Die Erstbeschreibung von Rhinanthus glacialis erfolgte 1863 durch Victor Personnat.
Von Rhinanthus glacialis gibt es etwa sechs Unterarten:
- Rhinanthus glacialis Personnat subsp. glacialis: Sie kommt in Deutschland und in Slowenien vor.[3]
- Rhinanthus glacialis subsp. aristatus (Čelak.) Rauschert (Syn.: Rhinanthus aristatus Čelak., Alectorolophus aristatus (Čelak.) Sterneck, Alectorolophus gracilis Sterneck): Sie kommt in Deutschland und in der Ukraine vor.[3] Sie gedeiht in Mitteleuropa meist in Gesellschaften der Ordnung Nardetalia.[4]
- Rhinanthus glacialis subsp. gracilis (Chabert) Dostál (Syn.: Rhinanthus lanceolatus var. gracilis Chabert): Sie kommt in Deutschland und in Tschechien vor.[3]
- Rhinanthus glacialis subsp. lanceolatus (Neilr.) Dostál (Syn.: Rhinanthus lanceolatus (Neilr.) Chabert, Rhinanthus alpinus var. lanceolatus Neilr., Alectorolophus lanceolatus Sterneck, Rhinanthus lanceolatus (Neilr.) Chabert var. lanceolatus): Sie kommt in Slowenien vor.[3] Sie gedeiht in Mitteleuropa Gesellschaften des Verbands Nardion.[4]
- Rhinanthus glacialis subsp. simplex (Sterneck) Dostál: Sie kommt in Deutschland und in Slowenien vor.[3] Sie gedeiht in frischen Gebirgswiesen.[4]
- Rhinanthus glacialis subsp. subalpinus (Sterneck) Dostál (Syn.: Alectorolophus lanceolatus var. subalpinus Sterneck, Alectorolophus subalpinus Sterneck, Rhinanthus subalpinus (Sterneck) Schinz & Thell.): Sie kommt in Deutschland, in Slowenien und in der Ukraine vor.[3] Sie ist in Mitteleuropa eine Charakterart der Ordnung Seslerietalia, kommt aber auch in Gesellschaften des Verbands Mesobromion vor.[4]